# Kostní morfogenetický protein

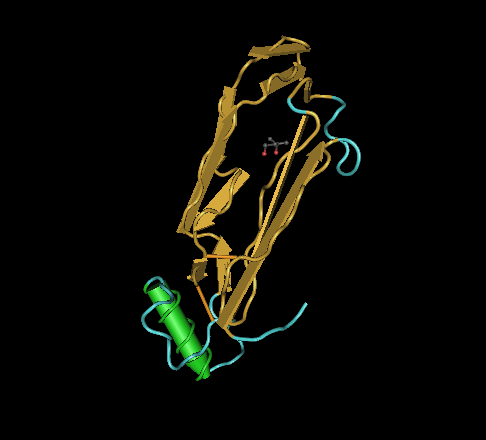
Protein BMP-2 řazený mezi kostní morfogenetické proteiny

Kostní morfogenetický protein (BMP – bone morphogenetic protein) je označení pro skupinu bílkovin přítomných v kostech, které rozhodujícím způsobem ovlivňují vývoj kosterní soustavy. Řadí se mezi růstové faktory. Vážou se na BMP receptory, podobné TGF-β receptorům.

## Funkce
Funkce jednotlivých BMP se poměrně liší. Jedná se o poměrně nesourodou skupinu i po enzymatické stránce, neboť BMP-1 je proteáza rozkládající prokolagen, čímž umožňuje vznik kolagenu, zatímco zbylé kostní morfogenetické proteiny se řadí do velké skupiny TGF-β (transforming growth factor β). Zmínit je z nich možné protein BMP-4, který ovlivňuje buněčnou smrt buněk neurální lišty, čímž nepřímo reguluje vývoj jistých kostí a svalů. BMP-3 snižuje hustotu kostní hmoty. Jiné BMP ovlivňují např. vývoj zubů.
U octomilky je místo genů BMP přítomná homologická skupina genů, tzv. dpp (decapentaplegic).